# مير أباد (جزين)
میر أباد (بالفارسية: میرآباد) هي قرية تقع في إيران في قسم جزين الريفي.